# نورت ریور (داکوتای شمالی)
نورت ریور(به انگلیسی: North River) شهری در ایالت داکوتای شمالی کشور ایالات متحده آمریکا است که جمعیت آن در سرشماری سال ۲۰۱۰ میلادی، ۵۶ نفر بوده‌است.